# Drosophila arassari
Drosophila arassari är en tvåvingeart som beskrevs av Cunha och Frota-pessoa 1947. Drosophila arassari ingår i släktet Drosophila och familjen daggflugor.
Artens utbredningsområde är Brasilien.